# Arformoterol
Arformoterol là một chất đồng vận β2 adrenoreceptor tác dụng rất dài (LABA) chỉ định cho việc điều trị bệnh phổi tắc nghẽn mạn tính (COPD). Nó được bán bởi Sunovion, dưới tên thương mại Brovana, như một giải pháp của arformoterol tartrate sẽ được quản lý hai lần mỗi ngày (sáng và tối) bằng cách phun sương.
Nó là hoạt chất (R, R) - (-) - enantome của formoterol và đã được Cơ quan Quản lý Thực phẩm và Dược phẩm Hoa Kỳ (FDA) phê duyệt vào ngày 6 tháng 10 năm 2006 để điều trị COPD.